# لي إس. جاي هنت
لي إس. جاي هنت (بالإنجليزية: Leigh S. J. Hunt)‏ هو ناشر أمريكي، ولد في 1 أغسطس 1855 في كولومبيا سيتي في الولايات المتحدة، وتوفي في 5 أكتوبر 1933 في لاس فيغاس في الولايات المتحدة.